# Kiko Gómez
Juan Francisco Gómez Cerchar ( Barrancas, 15 de agosto de 1958), alias Kiko Gómez, es un político colombiano, exgobernador del departamento de La Guajira por el Partido Cambio Radical liderado por Germán Vargas Lleras. En noviembre de 2016, fue condenado por ser el determinador de tres homicidios, dos en el año 2008 y otro en el 2012 durante su mandato como gobernador.

## Familia
Entre los abuelos de Gómez Cerchar están Mario Catalino Gómez Mengual, quien fue Coronel de la guerra de los mil días en la Guajira y miembro del Partido Liberal, padre del hacendado y exalcalde de Barrancas Alfonso Gómez Barros, del exdiputado de La Guajira Mario Segundo Gómez Barros y del General (R) Fernando Gómez Barros. También Luis Loreto Cerchar, exalcalde de Barrancas. 
Juan Francisco es hijo de Alfonso Gómez Barros y Yolanda Cerchar Celedón. Su hermano es el médico ginecólogo Mario Gómez Cerchar,Piedad Gomez Cerchar.
Gómez está casado con Bibiana Bacci García con quien tuvo a sus hijos Juana Yolanda, Fernando Andrés y Valeria Gómez Bacci.
Bibiana Bacci García es pariente del narcotraficante Marquitos Figueroa. Bibiana por su parte es hermana de Martha Lucía Bacci García, esposa de Gonzálo Gómez Soto, contratista y ex aspirante a la alcaldía de Valledupar que fue apoyado por el exalcalde de esa misma ciudad, Luis Fabián Fernández y su esposa Lidia Cerchar, pariente de "Kiko" y miembros del clan Gnecco Cerchar. El hijo de Luis Fabián, Andrés Arturo Fernández Cerchar es primo y aliado político del senador José Alfredo Gnecco, acusado de pertenecer a la estructura criminal de Figueroa junto al cantante de vallenato, Jorge Oñate. También ha sido asociado Nelson Gnecco Cerchar, hermano del exjefe de Figueroa, Jorge Gnecco Cerchar y quien sería su actual jefe.

## Trayectoria
Gómez Cerchar es originario del municipio de Barrancas, en el departamento colombiano de La Guajira. Su familila es una de las más tradicionales del sur de La Guajira que por generaciones ha militado en el partido Liberal colombiano. Gómez Cerchar y sus parientes se han dedicado mayoritariamente al comercio, a la ganadería y la política.
En 1990, Gómez Cerchar fue capturado por las autoridades colombianas en la ciudad de Barranquilla, bajo cargos de "porte ilegal de armas y posesión de cocaína", por lo que estuvo 3 meses preso.
Ingresó a la política desde muy joven participando activamente en el "Ful" Frente Unido Liberal, liderado en la década de los 80 por el político y ganadero Alejandro Gómez Deluque, el cual luego de perder en un trágico accidente a su pupilo y primo Hermano Ramiro Ucros Gómez (este a su vez cuñado de Gómez, esposo de Piedad Gómez Cerchar, padres de Ramiro Jose, Maria Catalina y Maria Yolety), logró penetrar en las esferas políticas departamentales con otro primo hermano, Roman Gómez Ovalle, logrando ser Representante a la cámara, Senador de la República de Colombia y Gobernador de la Guajira. Luego de la muerte del líder del "Ful" Alejandro, el grupo entró en decadencia a nivel municipal, ya que durante las 3 primeras elecciones populares no lograron imponerse para la alcaldía de Barrancas, y por otra parte Roman a nivel departamental hace una alianza con la casa política tradicional de Riohacha, Los Balleteros para así elegir popularmente por primera vez a Jorge Eliecer Ballesteros Bernier. 
Gómez Cerchar fue elegido Concejal de Barrancas en 1992 para el período  de 1993 - 1994, durante su estancia en el concejo logró unificar a sus compañeros para así hacerle una oposición sana al alcalde de turno, José Domingo Solano, esta oposición terminó catapultando a Gómez a la candidatura a la alcaldía de Barrancas en 1994 tomando las banderas del cadente Frente Unido Liberal "FUL". Fue elegido alcalde de Barrancas en 1994 en una elección histórica para el municipio, gobernando durante el período de 1995-1997. Luego volvió a ganar la alcaldía, gobernando durante 2001 y 2003. Desde ese momento el Frente Unido Liberal a nivel municipal se ha consolidado como el movimiento político más fuerte en Barrancas, logrando mantenerse en la alcaldía por 7 periodos de manera consecutiva. 
El movimiento político Frente Unido Liberal "FUL"es conocido actualmente como el "Kikismo", denominado de esta manera por su líder máximo Kiko Gómez. 
Los primeros pininos a nivel departamental de Gòmez, fue la participación de su esposa Bibiana con el tercer renglón al Senado en lista de Miguel Villazon Quintero y Pepe Gnecco Cerchar, saliendo electos para el periodo 1998 - 2002. 
Luego en el 2004 se mete en la puja de la elección del director de la Corporación Autónoma Regional (CAR) de la guajira "Corpoguajira", logrando elegir como director al Barranquero Jose Ruben Fonseca Leon, (primo hermano de Marquitos Figueroa, por ser Olaya Fonseca Tovar hermano de Felipe Figueroa Tovar) logrando de esta manera vencer al candidato del gobernador de turno José Luis Gonzales Crespo y ocasionando una fractura política con el Ballesterimos a los cuales siempre había apoyado para la gobernación y para el senado.
Más adelante en el 2006 participa con el nombre de su esposa para la cámara de representantes por el partido liberal en una lista conformado por el actual Representante a la cámara Antenor Duran Carrillo (su compadre de sacramento ya que es padrino de Valeria su hija menor) y el dirigente político de Ríohacha Rafael Navas (padre de la actual diputada de la guajira por el partido conservador Karina Navas) en esta aventura al congreso fracaso. 
En el 2007 decide participar con el nombre de su esposa Bibiana a la asamblea de la guajira por el partido Liberal, sacando en ese elección la segunda votación más alta del departamento con 6.401 votos por detrás del candidato de Antenor Duran, el joven Jaime Rafael Daza con 6.718 votos por el mismo partido Liberal. 
En ese periodo de la gobernación de Jorge Pérez Bernier, su esposa, diputada en ese momento no participó en la coalición mayoritaria de la asamblea para con el gobernador, pero aun así el burgomaestre busco a Gómez para que le apoyara a su candidato a la cámara Jimmy Sierra Palacio, este acepto y le puso la interesante y considerable cifra de 15 mil votos en el sur de la guajira. 
En el 2010 Gómez le propuso al Gobernador Pérez su nombre para ser tenido en cuenta para las elecciones de gobernación en el 2011, Pérez en dicha reunión le dijo: "haga la cola, tienes 4 periodos por delante por que están comprometidos". 
Desde ese momento tomo con las fuerza y determinación el pedido de la gente de q fuera candidato a la gobernación. 
Durante su campaña política y por razones de aceptación popular de su nombre, varios precandidatos se le fueron adhiriendo, entre ellos: Antenor Durán Carrillo, José Maria "Chemita" Ballesteros, Jose Liñan, Rodrigo Daza Cardenas y Jesus Quintero Mazeneth, también recibió el apoyo de las viejas glorias de la política guajira como lo es Roman Gómez Ovalle jefe tradicional del Partido Liberal, exparlamentario y exgobernador de la guajira. Gómez durante la campaña recibió muchas amenazas para que declinara su aspiración y el 9 de octubre en el barrio Jorge Pérez de la ciudad de Ríohacha en plena manifestación popular de su campaña recibió un atentado con arma de fuego que casi acaba con su vida. Los sicarios fueron capturados y confesaron que el actor intelectual fue su contrincante político Bladimiro Cuello que paradójicamente está casado con una tía materna de su esposa Bibina. 
Kiko Gómez contra la maquinaria del gobierno departamental y sus dirigentes corruptos del grupo político Nueva Fuerza Guajira, logra imponerse con una votación histórica hasta ese momento, 120 mil guajiros le dijeron si a KG y como si no fuera poco, ganó 9 alcaldías de 15 posibles. Con las elecciones de diputados también fue triunfo rotundo, 7 de 11 diputados fueron elegidos por el movimiento del Kikimo.

### Gobernador de La Guajira
En 2011, Gómez Cerchar fue elegido gobernador de La Guajira para el período 2012-2015 por el partido Cambio Radical, sin embargo, fue expulsado del partido por los vínculos delictivos de los que ya estaba señalado en unos pasquines que llevó el represente de la época Jimmy Sierra Palacio a las colectividades de todos los partidos en Bogotá para que a este le negaran el aval, esta estrategia fue ordena por el gobernador de turno Jorge Pérez Bernier con el afán de que Gómez no participara como candidato. En su campaña a la gobernación Gómez Cerchar recibió apoyo de Germán Vargas Lleras y el presidente Juan Manuel Santos. 
Su Plan de Desarrollo 2012- 2015 fue llamado “La Guajira Primero”.

#### Gabinete
- Director Departamento Administrativo de Planeación: César Antonio Arismendi Morales
- Secretario de Gobierno: Misael Arturo Velásquez Granadillo
- Secretario de Salud: Ana Maria Pertuz
- Secretario de Educación: Alfredo Ospino Duarte
- Secretaria de Asuntos Indígenas: Yelenka Gutiérrez Fajardo
- Secretario Privado de Despacho: Jacobo Gómez Toro
- Secretaria de Hacienda: Ana Carmela Daza
- Secretario General: José Alberto Durán Rodríguez
- Jefe Oficina Asesora Jurídica: Roberto Carlos Daza Cuello
- Secretaria de Obras Públicas y Vías: Yubissa de Jesús Pimienta Quintero
- Directora de Tránsito y Transporte: Claribel Cerchar
- Secretario de Desarrollo Económico: Rodrigo Elías Daza Vega

### Captura y reclusión
Gómez Cerchar fue capturado en Barrancas, el sábado 12 de octubre de 2013 cuando se encontraba departiendo con amigos y colegas políticos luego de haber participado en la misa solemne de la patrona de Barrancas La Virgen del Pilar en el marco del Festival del Carbón. Su captura fue llevada a cabo por agentes del CTI de la Fiscalía General de la Nación por presuntas relaciones con las actividades de su socio, el narcotraficante Marquitos Figueroa. Su captura se dio luego que el fiscal general Montealegre y el vicefiscal Perdomo autorizaran al director del CTI la captura, luego de capturado legalizaron ante la Corte Suprema de Justicia la orden de captura por el delito de "homicidio" y "presuntos vínculos con paramilitares". A Gómez Cerchar, las autoridades colombianas lo relacionan con Marcos ‘Marquitos’ Figueroa, brazo armado de narcotraficantes locales con gran control social en La Guajira y norte del Cesar. Gómez fue recluido en la Cárcel La Picota, en Bogotá.
Gómez también afrontó un proceso ante la Procuraduría General de la Nación por irregularidades en la adjudicación de varios contratos en su administración y fue inhabilitado para ocupar cargos públicos por 17 años. Desde la cárcel, Gómez renunció a la gobernación de La Guajira el 28 de febrero de 2014 y su renuncia fue aprobada por el presidente Juan Manuel Santos por Decreto 420 de 2014.
En agosto de 2015, imágenes dadas a conocer por Noticias Uno mostró a Goómez Cerchar dentro de la cárcel La Picota junto al fiscal de Fonseca, Alcides Pimienta Rosado. El fiscal Pimienta Rosado supuestamente había archivado una de las investigaciones por homicidio en contra de Gómez Cerchar se encontraba recluido en la picota por prevaricato pero fue dado a la libertad en diciembre del 2016 por vencimiento de términos ya que el proceso no avanza por falta de pruebas, por lo que luego fue enviado con su familia. En la imagen aparecen también el hermano de Gómez Cerchar, el médico Mario Gómez Cerchar, y Álvaro Solano Cerchar, sobrino del exalcalde Jose Domingo Solano y candidato al Concejo de Barrancas.
El 16 de enero de 2017 fue sentenciado a 55 años de prisión por el crimen de la ex alcaldesa de Barrancas Yandra Brito, su esposo Henry Ustariz Guerra y el escolta de ambos Wilfrido Fonseca Peñaranda, siendo así la condena más alta en la historia de la justicia colombiana.
‘Kiko’ Gómez ha tenido medidas de aseguramiento por nueve homicidios, porte ilegal de armas, concierto para delinquir con las Autodefensas Unidas de Colombia (AUC) y concierto para delinquir con el grupo ilegal de Marcos Figueroa.
El 27  de junio de 2017 una jueza especializada de Bogotá condenó a 40 años de cárcel al detenido exgobernador de La Guajira, Juan Francisco ‘Kiko’ Gómez Cerchar por los asesinatos del concejal de Barrancas, Luis López Peralta y de Luis Rodríguez Frías y Rosa Mercedes Cabrera, el primero perpetrado el 22 de febrero de 1997 y los segundos el 7 de julio de 2000. Adicionalmente, en 2018 el politólogo egresado de la Universidad Nacional y subdirector de la fundación Paz y Reconciliación, Ariel Ávila, le acusa directamente de ser el actor intelectual de un intento de asesinato en su contra.

### Los 133 Asesinatos en los que está involucrado Juan Francisco Gómez Cerchar, alias ‘Kiko’ y su Banda Paramilitar
Juan Francisco Gómez Cerchar, alias ‘Kiko’, solo ha sido imputado por 6 homicidios, pero desde que inició su carrera delictiva al comienzo desde los años 90, es acusado de ser el autor intelectual, por toda la región Caribe, de 133 homicidios. 
La mayoria fueron ejecutados por el autor material, Marcos Figueroa. 
Aquí la lista de nombres:
- 1) Wilson Martínez Romero, ex secretario de Gobierno del municipio de Fonseca y periodista, asesinado en abril de 2001.
- 2) Norberto Campo Jiménez, ex alcalde de Villanueva, asesinado en 1999.
- 3) Raúl Jiménez y tres amigos suyos.
- 4) Laurence Medina, alias ‘LAO’.
- 5) Sectura García, Albert Martínez, Luis Daza López y el profesor Pedro Amado.
- 6) Álvaro Díaz, Cecilio Bolívar, Luis lucho Suárez, Orlando Ureche, José Soto, Gundo Figueroa y Menandro Bolívar.
- 7) Masacre de nueve personas en Lagunita, en junio de 2000. Augusto López Epiayú, Ugues Segundo Figueroa Brito, Orlando Ureche Figueroa y Eulises Córdoba Aguaslimpias.
- 8) Masacre de seis personas en el corregimiento de San Pedro (Barrancas), cometida 2003. Euclides Martínez, Wilmer Duarte y Víctor Castellanos, Janier Fonseca y María del Carmen Arias. El sexto muerto de esta masacre no fue identificado.
- 10) Víctor Ojeda, asesinado en 2002.
- 11) Martha Dinora Hernández Sierra, alias ‘La Chachi’, asesinada el 20 de noviembre de 2012, en Santa Marta.
- 12) Dilger Becerra Ramírez, Iván Martínez Aroca, comerciante, y Germán Bonivento. Masacre cometida por el propio Marcos Figueroa con un grupo de sus sicarios el 9 de agosto de 2011, en Riohacha.
- 13) Luis Gregorio López Peralta, concejal de Barrancas, La Guajira. Fue asesinado el 22 de febrero de 1997.
- 14) Henry Ustariz (esposo de la ex alcaldesa de Barrancas Yandra Brito Carrillo) y su escolta personal, Wilfredo Fonseca Peñaranda, asesinados el 2 de abril de 2008.
- 15) Yandra Brito Carrillo, ex alcaldesa de Barrancas, La Guajira, asesinada, en Valledupar, el 28 agosto de 2012.
- 16) William Hurtado Salamanca, alias ‘Pirri’, asesinado por sicarios en Barranquilla el 9 de noviembre de 2014.
- 17) Efraín Ovalle, ganadero y líder político, asesinado en febrero de 2012 en La Paz, Cesar.
- 18) Dina Luz López Oñate, su hija Lila Lucía Paz López y sus dos escoltas: Deibis Correa Villazón y Fabio Sandoval Galvis. asesinados el 18 de noviembre de 2010.
- 19) Luis Fernando González, alias ‘Nando’, asesinado en Valledupar en enero de 2009.
- 20) Armando Pavón López, asesinado en Barrancas en 1984.
- 21) Julián Manjarrés.
- 22) Elías Plata Mendoza y su escolta Edwin José Menjumea, ambos asesinados en Maicao el 22 de agosto de 2000.
- 23) Rosa Mercedes Cabrera, asesinada en Fonseca, La Guajira, en febrero del 2000.
- 24) José María Benjumea y su hijo Edwin Benjumea, asesinados el 26 de agosto de 2000.
- 25) Elías Plata Mendoza, asesinado el 26 de agosto de 2000.
- 26) Luis Alejandro Rodríguez Frías, asesinado en febrero del 2000.
- 27) Wilson Medina Mendoza.
- 28) Felix Castro Mendoza.
- 29) Eduar Bolaño Pinto.
- 30) Juan Carlos Orozco.
- 31) Ego Orozco, asesinado en Maracaibo, Venezuela.
- 32) Ezequías Parodi, asesinado en Sitio Nuevo, caserío de Fonseca.
- 33) Milo Ariza.
- 34) Federico Diaz Mendoza, es hermano de Elías Plata Mendoza (ver numeral 25).
- 35) Francisco Plata Mendoza, hermano de Elias y Federico Plata Mendoza, asesinado en 1998.
- 36) Fabio Díaz Mendoza, asesinado en Fonseca.
- 37) Antonio Díaz Martínez.
- 38) Lucas Gómez Van Grieken, asesinado en Riohacha en noviembre de 2011.
- 39) Ildebrando Ariño Guerrero, Manuel José Martínez Ariño, Miguel José Guerrero Ariño y Adolfo Amariz, asesinados el 5 de enero de 1999 en el municipio de Fonseca.
- 40) Algemiro Martínez.
- 41) Freddy Guerra Ariño.
- 42) Yasith Restrepo Ariño
- 43) Antonio Solano, asesinado.
- 44) Cruci Antonio González, alias ‘Crucito’, Rangel Navarro Pérez y su hermana Natalí González Pérez, asesinados en 1998.
- 45) Tres investigadores encubiertos de la DEA asesinados en la Troncal del Caribe, en 2001.
- 46) Gonzalo Solano.
- 47) Efraín Solano.
- 48) Luis Esteban Mendoza.
- 49) Wiston Araújo, asesinado en Valledupar en 2006.
- 50) Vicentino Saltarén.
- 51) Salomón Damires y su hijo.
- 52) José Alberto Pareja asesinado en septiembre de 1997.
- 53) Manuel Atencio
- 54) Jorge Luis Carrillo, alias ‘Coca’; Emilse De Levette, Carlos Alberto Monsalve Núñez y José Jaime Abdala Celedón, asesinados en Barrancas, La Guajira, el 1 de julio de 2001.

Tomado de Pares Fundación Paz y Reconciliación